# Danh sách khu bảo tồn thiên nhiên của Việt Nam
Đây là danh sách các khu bảo tồn tại Việt Nam. Khu bảo tồn (protected areas) bao gồm các khu dự trữ thiên nhiên (nature reserves), các khu bảo vệ hoang dã (wildeness areas), các vườn quốc gia (national parks), các khu bảo tồn loài và sinh cảnh (habitat and species management areas), các khu bảo tồn cảnh quan đất liền hoặc biển (protected landscapes or seascapes), các khu bảo tồn thắng cảnh tự nhiên (national landmarks), các khu dự trữ sinh quyển (biosphere reserves), các khu di sản thiên nhiên (natural heritage sites)

## Vườn quốc gia
| Vùng                          | Tên vườn                        | Năm thành lập | Diện tích (ha) | Địa điểm                            |
| ----------------------------- | ------------------------------- | ------------- | -------------- | ----------------------------------- |
| Trung du và miền núi phía Bắc | Bái Tử Long                     | 2001          | 15.783         | Quảng Ninh                          |
| Trung du và miền núi phía Bắc | Ba Bể                           | 1992          | 7.610          | Bắc Kạn                             |
| Trung du và miền núi phía Bắc | Phia Oắc - Phia Đén             | 2018          | 10.500         | Cao Bằng                            |
| Trung du và miền núi phía Bắc | Tam Đảo                         | 1986          | 36.883         | Vĩnh Phúc, Thái Nguyên, Tuyên Quang |
| Trung du và miền núi phía Bắc | Xuân Sơn                        | 2002          | 15.048         | Phú Thọ                             |
| Trung du và miền núi phía Bắc | Hoàng Liên                      | 1996          | 38.724         | Lai Châu, Lào Cai                   |
| Trung du và miền núi phía Bắc | Du Già - Cao nguyên đá Đồng Văn | 2015          | 15.006         | Hà Giang                            |
| Đồng bằng Bắc Bộ              | Cát Bà                          | 1986          | 15.200         | Hải Phòng                           |
| Đồng bằng Bắc Bộ              | Xuân Thủy                       | 2003          | 7.100          | Nam Định                            |
| Đồng bằng Bắc Bộ              | Ba Vì                           | 1991          | 10.815         | Hà Nội                              |
| Đồng bằng Bắc Bộ              | Cúc Phương                      | 1966          | 22.200         | Ninh Bình, Thanh Hóa, Hòa Bình      |
| Bắc Trung Bộ                  | Bến En                          | 1992          | 14.735         | Thanh Hóa                           |
| Bắc Trung Bộ                  | Pù Mát                          | 2001          | 91.113         | Nghệ An                             |
| Bắc Trung Bộ                  | Vũ Quang                        | 2002          | 55.029         | Hà Tĩnh                             |
| Bắc Trung Bộ                  | Phong Nha - Kẻ Bàng             | 2001          | 123.326        | Quảng Bình                          |
| Bắc Trung Bộ                  | Bạch Mã                         | 1991          | 22.030         | Thừa Thiên Huế                      |
| Nam Trung Bộ                  | Sông Thanh                      | 2020          | 76.669         | Quảng Nam                           |
| Nam Trung Bộ                  | Phước Bình                      | 2006          | 19.814         | Ninh Thuận                          |
| Nam Trung Bộ                  | Núi Chúa                        | 2003          | 29.865         | Ninh Thuận                          |
| Tây Nguyên                    | Chư Mom Ray                     | 2002          | 56.621         | Kon Tum                             |
| Tây Nguyên                    | Kon Ka Kinh                     | 2002          | 41.780         | Gia Lai                             |
| Tây Nguyên                    | Yok Đôn                         | 1991          | 115.545        | Đắk Lắk                             |
| Tây Nguyên                    | Chư Yang Sin                    | 2002          | 58.947         | Đắk Lắk                             |
| Tây Nguyên                    | Tà Đùng                         | 2018          | 20.937         | Đắk Nông                            |
| Tây Nguyên                    | Bidoup Núi Bà                   | 2004          | 64.800         | Lâm Đồng                            |
| Đông Nam Bộ                   | Cát Tiên                        | 1992          | 73.878         | Đồng Nai, Lâm Đồng, Bình Phước      |
| Đông Nam Bộ                   | Bù Gia Mập                      | 2002          | 26.032         | Bình Phước                          |
| Đông Nam Bộ                   | Lò Gò - Xa Mát                  | 2002          | 18.765         | Tây Ninh                            |
| Đông Nam Bộ                   | Côn Đảo                         | 1993          | 15.043         | Bà Rịa – Vũng Tàu                   |
| Tây Nam Bộ                    | Tràm Chim                       | 1994          | 7.588          | Đồng Tháp                           |
| Tây Nam Bộ                    | Mũi Cà Mau                      | 2003          | 41.862         | Cà Mau                              |
| Tây Nam Bộ                    | U Minh Hạ                       | 2006          | 8.286          | Cà Mau                              |
| Tây Nam Bộ                    | U Minh Thượng                   | 2002          | 8.053          | Kiên Giang                          |
| Tây Nam Bộ                    | Phú Quốc                        | 2001          | 31.422         | Kiên Giang                          |

## Khu dự trữ thiên nhiên
Khu dự trữ thiên nhiên, đôi khi được gọi là khu bảo tồn thiên nhiên, là vùng đất hay vùng biển đặc biệt được dành để bảo vệ và duy trì tính đa dạng sinh học, các nguồn tài nguyên thiên nhiên, kết hợp với việc bảo vệ các tài nguyên văn hoá và được quản lý bằng pháp luật hoặc các phương thức hữu hiệu khác.
| Vùng                          | Tên                  | Năm thành lập | Diện tích (ha)                     | Địa điểm             |  |
| ----------------------------- | -------------------- | ------------- | ---------------------------------- | -------------------- |  |
| Trung du và miền núi phía Bắc | Đồng Sơn-Kỳ Thượng   | 2002          | 15.638                             | Quảng Ninh           |  |
| Trung du và miền núi phía Bắc | Tây Yên Tử           | 2002          | 13.023                             | Bắc Giang            |  |
| Trung du và miền núi phía Bắc | Hữu Liên             |               | 8.293                              | Lạng Sơn             |  |
| Trung du và miền núi phía Bắc | Kim Hỷ               | 2003          | 14.772                             | Bắc Kạn              |  |
| Trung du và miền núi phía Bắc | Thần Sa-Phượng Hoàng | 1999          | 18.859                             | Thái Nguyên          |  |
| Trung du và miền núi phía Bắc | Chạm Chu             | 2001          | 15.902                             | Tuyên Quang          |  |
| Trung du và miền núi phía Bắc | Na Hang              |               | 22.402                             | Tuyên Quang          |  |
| Trung du và miền núi phía Bắc | Bắc Mê               | 1994          | 9.043                              | Hà Giang             |  |
| Trung du và miền núi phía Bắc | Bát Đại Sơn          | 2000          | 4.531                              | Hà Giang             |  |
| Trung du và miền núi phía Bắc | Phong Quang          | 1998          | 7.911                              | Hà Giang             |  |
| Trung du và miền núi phía Bắc | Tây Côn Lĩnh         | 2002          | 14.489                             | Hà Giang             |  |
| Trung du và miền núi phía Bắc | Văn Bàn              | 2007          | 25.173                             | Lào Cai              |  |
| Trung du và miền núi phía Bắc | Mường Tè             |               | 33.775                             | Lai Châu             |  |
| Trung du và miền núi phía Bắc | Mường Nhé            | 1976          | 46.730                             | Điện Biên            |  |
| Trung du và miền núi phía Bắc | Copia                |               | 11.996                             | Sơn La               |  |
| Trung du và miền núi phía Bắc | Sốp Cộp              | 2002          | 27.886                             | Sơn La               |  |
| Trung du và miền núi phía Bắc | Mường La             | 2016          | 15.735                             | Sơn La               |  |
| Trung du và miền núi phía Bắc | Tà Xùa               |               | 13.412                             | Sơn La               |  |
| Trung du và miền núi phía Bắc | Xuân Nha             |               | 16.317                             | Sơn La               |  |
| Trung du và miền núi phía Bắc | Nà Hẩu               |               | 16.400                             | Yên Bái              |  |
| Trung du và miền núi phía Bắc | Hang Kia-Pà Cò       |               | 5.258                              | Hoà Bình             |  |
| Trung du và miền núi phía Bắc | Ngọc Sơn-Ngổ Luông   |               | 15.891                             | Hoà Bình             |  |
| Trung du và miền núi phía Bắc | Phu Canh             |               | 5.647                              | Hoà Bình             |  |
| Thượng Tiến                   |                      | 5.873         | Hoà Bình                           |                      |  |
| Đồng bằng Bắc Bộ              | Tiền Hải             | 1994          | 3.245                              | Thái Bình            |  |
| Đồng bằng Bắc Bộ              | Vân Long             | 2002          | 1.974                              | Ninh Bình            |  |
| Bắc Trung Bộ                  | Pù Hu                |               | 23.028                             | Thanh Hóa            |  |
| Bắc Trung Bộ                  | Pù Luông             |               | 16.902                             | Thanh Hóa            |  |
| Bắc Trung Bộ                  | Xuân Liên            |               | 23.475                             | Thanh Hóa            |  |
| Bắc Trung Bộ                  | Pù Hoạt              |               | 35.723                             | Nghệ An              |  |
| Bắc Trung Bộ                  | Pù Huống             |               | 40.128                             | Nghệ An              |  |
| Bắc Trung Bộ                  | Kẻ Gỗ                |               | 21.759                             | Hà Tĩnh              |  |
| Bắc Trung Bộ                  | Bắc Hướng Hóa        |               | 25.200                             | Quảng Trị            |  |
| Bắc Trung Bộ                  | Đakrông              |               | 37.640                             | Quảng Trị            |  |
| Bắc Trung Bộ                  | Phong Điền           |               | 30.263                             | Thừa Thiên Huế       |  |
| Nam Trung Bộ                  | Sơn Trà              |               | 3.871                              | Đà Nẵng              |  |
| Nam Trung Bộ                  | Bà Nà-Núi Chúa       |               | 30.206 (Đà Nẵng) 2.753 (Quảng Nam) | Đà Nẵng và Quảng Nam |  |
| Nam Trung Bộ                  | Ngọc Linh            |               | 17.576                             | Quảng Nam            |  |
| Nam Trung Bộ                  | An Toàn              |               | 22.545                             | Bình Định            |  |
| Nam Trung Bộ                  | Hòn Bà               |               | 19.164                             | Khánh Hòa            |  |
| Nam Trung Bộ                  | Hòn Mun              | 2001          | 16.000                             | Khánh Hòa            |  |
| Nam Trung Bộ                  | Rạn Trào             | 2002          |                                    | Khánh Hòa            |  |
| Nam Trung Bộ                  | Krông Trai           |               | 13.392                             | Phú Yên              |  |
| Nam Trung Bộ                  | Núi Ông              |               | 24.017                             | Bình Thuận           |  |
| Nam Trung Bộ                  | Tà Kóu               |               | 11.886                             | Bình Thuận           |  |
| Tây Nguyên                    | Ngọc Linh            |               | 38.109                             | Kon Tum              |  |
| Tây Nguyên                    | Kon Chư Răng         |               | 15.900                             | Gia Lai              |  |
| Tây Nguyên                    | Ea Sô                |               | 24.017                             | Đắk Lắk              |  |
| Tây Nguyên                    | Nam Kar              |               | 21.912                             | Đắk Lắk              |  |
| Tây Nguyên                    | Nam Nung             |               | 10.912                             | Đắk Nông             |  |
| Đông Nam Bộ                   | Bình Châu-Phước Bửu  |               | 10.905                             | Bà Rịa – Vũng Tàu    |  |
| Đông Nam Bộ                   | Vĩnh Cửu             |               | 53.850                             | Đồng Nai             |  |
| Tây Nam Bộ                    | Láng Sen             |               | 5.030                              | Long An              |  |
| Tây Nam Bộ                    | Thạnh Phú            |               | 2.584                              | Bến Tre              |  |
| Tây Nam Bộ                    | Ấp Canh Điền         |               | 363                                | Bạc Liêu             |  |
| Tây Nam Bộ                    | Hòn Chông            |               | 965                                | Kiên Giang           |  |

## Khu bảo tồn loài
| Vùng                          | Tên                                                 | Năm thành lập | Diện tích (ha) | Địa điểm       |
| ----------------------------- | --------------------------------------------------- | ------------- | -------------- | -------------- |
| Trung du và miền núi phía Bắc | Khu bảo tồn loài vượn Cao vít Trùng Khánh           |               | 2.261          | Cao Bằng       |
| Trung du và miền núi phía Bắc | Khu bảo tồn loài và sinh cảnh Nam Xuân Lạc          |               | 1.788          | Bắc Kạn        |
| Trung du và miền núi phía Bắc | Khu bảo tồn loài và sinh cảnh voọc mũi hếch Khau Ca |               | 2.010          | Hà Giang       |
| Trung du và miền núi phía Bắc | Khu bảo tồn loài và sinh cảnh Chế Tạo               |               | 20.293         | Yên Bái        |
| Bắc Trung Bộ                  | Khu bảo tồn Hương Nguyên                            |               | 10.311         | Thừa Thiên Huế |
| Bắc Trung Bộ                  | Khu bảo tồn Sao La Thừa Thiên Huế                   |               | 15324,4        | Thừa Thiên Huế |
| Nam Trung Bộ                  | Khu bảo tồn Sao La Quảng Nam                        |               | 15486,46       | Quảng Nam      |
| Nam Trung Bộ                  | Khu bảo tồn loài và sinh cảnh Voi tỉnh Quảng Nam    | 2017          | 18977,08       | Quảng Nam      |
| Tây Nguyên                    | Khu bảo tồn Đắk Uy                                  |               | 660            | Kon Tum        |
| Tây Nguyên                    | Khu bảo tồn sinh cảnh Ea Ral                        |               | 49             | Đắk Lắk        |
| Tây Nguyên                    | Khu bảo tồn Trấp Ksơ                                |               | 100            | Đắk Lắk        |
| Tây Nam Bộ                    | Khu bảo tồn thiên nhiên Lung Ngọc Hoàng             |               | 791            | Hậu Giang      |
| Tây Nam Bộ                    | Khu bảo tồn thiên nhiên vườn Chim Bạc Liêu          |               | 385            | Bạc Liêu       |
| Tây Nam Bộ                    | Sân Chim đầm Dơi                                    |               | 130            | Cà Mau         |
|                               |                                                     |               |                |                |

## Khu dự trữ sinh quyển
| Vùng     | Tên                           | Năm thành lập | Diện tích (ha) | Địa điểm                                             |
| -------- | ----------------------------- | ------------- | -------------- | ---------------------------------------------------- |
| Bắc Bộ   | Châu Thổ Sông Hồng            | 2004          | 105.558        | Thái Bình, Nam Định, Ninh Bình                       |
| Bắc Bộ   | Cát Bà                        | 2004          | 26.000         | Hải Phòng                                            |
| Trung Bộ | Miền Tây Nghệ An              | 2007          | 1.303.285      | Nghệ An                                              |
| Trung Bộ | Cù Lao Chàm                   | 2009          | 5.000          | Quảng Nam                                            |
| Trung Bộ | Langbiang                     | 2015          | 275.439        | Lâm Đồng                                             |
| Trung Bộ | Cao Nguyên Kon Hà Nừng        | 2021          | 1.250.000      | Gia Lai                                              |
| Nam Bộ   | Đồng Nai                      | 2011          | 966.563        | Đồng Nai, Lâm Đồng, Bình Phước, Bình Dương, Đắk Nông |
| Nam Bộ   | Khu dự trữ sinh quyển Cần Giờ | 2000          | 75.740         | Thành phố Hồ Chí Minh                                |
| Nam Bộ   | Mũi Cà Mau                    | 2009          | 371.506        | Cà Mau                                               |
| Nam Bộ   | Kiên Giang                    | 2006          | 1.100.000      | Kiên Giang                                           |

## Khu bảo vệ cảnh quan
Rừng văn hóa lịch sử môi trường hay khu bảo vệ cảnh quan di tích lịch sử là khu vực gồm một hay nhiều cảnh quan có giá trị thẩm mỹ tiêu biểu có giá trị văn hóa-lịch sử nhằm phục vụ các hoạt động văn hóa, du lịch hoặc để nghiên cứu, bao gồm:
- Khu vực có các thắng cảnh trên đất liền, ven biển hay hải đảo.
- Khu vực có di tích lịch sử-văn hóa đã được xếp hạng.

| Vùng                          | Tên                      | Năm thành lập | Diện tích (ha) | Địa điểm       |
| ----------------------------- | ------------------------ | ------------- | -------------- | -------------- |
| Trung du và miền núi phía Bắc | Bản Dốc                  |               | 566            | Cao Bằng       |
| Trung du và miền núi phía Bắc | Hồ Thăng Hen             |               | 372            | Cao Bằng       |
| Trung du và miền núi phía Bắc | Lam Sơn                  |               | 75             | Cao Bằng       |
| Trung du và miền núi phía Bắc | Núi Lăng Đồn             |               | 1.149          | Cao Bằng       |
| Trung du và miền núi phía Bắc | Khu rừng Trần Hưng Đạo   |               | 1.143          | Cao Bằng       |
| Trung du và miền núi phía Bắc | Pắc Bó                   |               | 1.137          | Cao Bằng       |
| Trung du và miền núi phía Bắc | Mường Phăng              |               | 935,88         | Điện Biên      |
| Trung du và miền núi phía Bắc | Đền Hùng                 |               | 538            | Phú Thọ        |
| Trung du và miền núi phía Bắc | Núi Nả                   |               | 670            | Phú Thọ        |
| Trung du và miền núi phía Bắc | Yên Lập                  |               | 330            | Phú Thọ        |
| Trung du và miền núi phía Bắc | An toàn khu Định Hoá     |               | 8728           | Thái Nguyên    |
| Trung du và miền núi phía Bắc | Tân Trào                 |               | 4.187          | Tuyên Quang    |
| Trung du và miền núi phía Bắc | Kim Bình                 |               | 210,8          | Tuyên Quang    |
| Trung du và miền núi phía Bắc | Đá Bàn                   |               | 119,6          | Tuyên Quang    |
| Trung du và miền núi phía Bắc | Yên Tử                   |               | 2.687          | Quảng Ninh     |
| Đồng bằng Bắc Bộ              | Côn Sơn - Kiếp Bạc       |               | 1216,9         | Hải Dương      |
| Đồng bằng Bắc Bộ              | K9 - Lăng Hồ Chí Minh    |               | 200            | Hà Nội         |
| Đồng bằng Bắc Bộ              | Chùa Thầy                |               | 37,13          | Hà Nội         |
| Đồng bằng Bắc Bộ              | Vật Lại                  |               | 11,28          | Hà Nội         |
| Đồng bằng Bắc Bộ              | Hương Sơn                |               | 2.719,8        | Hà Nội         |
| Đồng bằng Bắc Bộ              | Hoa Lư                   |               | 2.985          | Ninh Bình      |
| Bắc Trung Bộ                  | Ngọc Trạo                |               | 300            | Thanh Hóa      |
| Bắc Trung Bộ                  | Đền Bà Triệu             |               | 300            | Thanh Hóa      |
| Bắc Trung Bộ                  | Lam Sơn                  |               | 300            | Thanh Hóa      |
| Bắc Trung Bộ                  | Rừng Thông Đông Sơn      |               | 290            | Thanh Hóa      |
| Bắc Trung Bộ                  | Hàm Rồng                 |               | 226            | Thanh Hóa      |
| Bắc Trung Bộ                  | Sầm Sơn                  |               | 543            | Thanh Hóa      |
| Bắc Trung Bộ                  | Vực Mấu                  |               | 24.842         | Nghệ An        |
| Bắc Trung Bộ                  | Núi Chung                |               | 628,3          | Nghệ An        |
| Bắc Trung Bộ                  | Núi Thần Đinh            |               | 136.           | Quảng Bình     |
| Bắc Trung Bộ                  | Rú Lịnh                  |               | 270            | Quảng Trị      |
| Bắc Trung Bộ                  | Đường Hồ Chí Minh        |               | 5.680          | Quảng Trị      |
| Bắc Trung Bộ                  | Tây Nam Huế              |               | 1.260          | Thừa Thiên Huế |
| Bắc Trung Bộ                  | Bắc Hải Vân              |               | 14.547         | Thừa Thiên Huế |
| Duyên hải Nam Trung Bộ        | Nam Hải Vân              |               | 3.397,3        | Đà Nẵng        |
| Duyên hải Nam Trung Bộ        | Cù lao Chàm              |               | 1.490          | Quảng Nam      |
| Duyên hải Nam Trung Bộ        | Núi Bà                   |               | 2.384          | Bình Định      |
| Duyên hải Nam Trung Bộ        | Quy Hòa- Ghềnh Ráng      |               | 2.163          | Bình Định      |
| Duyên hải Nam Trung Bộ        | Vườn Cam Nguyễn Huệ      |               | 752.           | Bình Định      |
| Duyên hải Nam Trung Bộ        | Đèo Cả - Hòn Nưa         |               | 5.768,2        | Phú Yên        |
| Tây Nguyên                    | Hồ Lắk                   |               | 9.478,3        | Đắk Lắk        |
| Tây Nguyên                    | Thác Đray Sáp - Gia Long |               | 1.515,2        | Đắk Nông       |
| Đông Nam Bộ                   | Núi Bà Rá                |               | 1.056          | Bình Phước     |
| Đông Nam Bộ                   | Căn cứ Đồng Rùm          |               | 32             | Tây Ninh       |
| Đông Nam Bộ                   | Căn cứ Châu Thành        |               | 147            | Tây Ninh       |
| Đông Nam Bộ                   | Căn cứ Chàng Riệc        |               | 9.122          | Tây Ninh       |
| Đông Nam Bộ                   | Núi Bà Đen               |               | 1.545          | Tây Ninh       |
| Đồng bằng sông Cửu Long       | Gò Tháp                  |               | 289,8          | Đồng Tháp      |
| Đồng bằng sông Cửu Long       | Xẻo Quýt                 |               | 50             | Đồng Tháp      |
| Đồng bằng sông Cửu Long       | Tức Dụp                  |               | 200            | An Giang       |
| Đồng bằng sông Cửu Long       | Trà Sư                   |               | 37,13          | An Giang       |
| Đồng bằng sông Cửu Long       | Thoại Sơn                |               | 370,5          | An Giang       |
| Đồng bằng sông Cửu Long       | Núi Sam                  |               | 171            | An Giang       |
| Đồng bằng sông Cửu Long       | Cụm đảo Hòn Khoai        |               | 621            | Cà Mau         |

## Đưa ra khỏi danh sách
| Vùng         | Tên khu bảo tồn | Năm thành lập | Diện tích (ha) | Địa điểm  |
| ------------ | --------------- | ------------- | -------------- | --------- |
| Bắc Trung Bộ | Tam Quy         |               | 500            | Thanh Hóa |
| Bắc Trung Bộ | Đền Bà Triệu    |               | 300            | Thanh Hóa |